# 瓦爾卡 (波蘭)
51°47′N 21°12′E / 51.783°N 21.200°E
瓦爾卡是波蘭的城鎮，位於該國中部皮利察河左岸，由馬佐夫舍省負責管轄，始建於十三世紀，面積25.78平方公里，該鎮在第二次世界大戰被徹底破壞，2006年人口11,028。

## 外部連結
- Official town webpage （页面存档备份，存于）
- The town of a hero of two nations
- Jewish Community in Warka （页面存档备份，存于） on Virtual Shtetl